# Ptilinopus rivoli
Ptilinopus rivoli là một loài chim trong họ Columbidae.